# 3290 Azabu
Azabu (asteróide 3290) é um asteróide da cintura principal, a 3,4662893 UA. Possui uma excentricidade de 0,1275697 e um período orbital de 2 892,67 dias (7,92 anos).
Azabu tem uma velocidade orbital média de 14,94258494 km/s e uma inclinação de 2,77007º.
Este asteróide foi descoberto em 19 de Setembro de 1973 por Cornelis van Houten.